# Acacia evenulosa
Acacia evenulosa é uma espécie de leguminosa do gênero Acacia, pertencente à família Fabaceae.